# To the Sky
To the Sky är en låt som kommer framföras av Tijana Dapčević i Eurovision Song Contest 2014 i Köpenhamn. Låtens makedonska titel är Tamu kaj što pripagjam. Låten är komponerad av Darko Dimitrov, som tidigare gjort Eurovision-bidraget "Ninanajna", och kommer framföras på makedonska. Låten skulle officiellt släppts ut 15 januari men släppet försenades till 22 februari. 
Låten är skriven av Makedoniens representant i Eurovision Song Contest 2006, Elena Risteska.